# Маскарад (фільм, 1934)
«Маскарад» (нім. Maskerade) — австрійський комедійний фільм-мелодрама 1934 року, поставлений режисером Віллі Форстом з Паулою Весселі та Антоном Волбруком у головних ролях.

## Сюжет
Початок XX століття, розпал карнавалу у Відні. На маскараді художник Пауль Гайденк (Антон Волбрук), що прославився не лише своїм талантом, але й вільнодумною поведінкою, запрошує до майстерні красуню Герду, дружину лікаря Гаррандта (Петер Петерсон). Герда позує йому голою, прикриваючись лише муфтою та маскою, які вона взяла у нареченої брата свого чоловіка Аніти Келлер (Ольга Чехова). Закінчивши картину, художник негайно відправляє модель геть, доводячи тим самим, що його майстерня не гідна тієї поганої репутації, якою її нагородив поголос. Коли малюнок голої пані потрапляє в пресу, знаменитий у місті диригент думає, ніби упізнає в ній свою наречену Аніту Келлер. Цю думку вселив йому брат ― лікар Гаррандт. Диригент вирушає до Гайденка, і той, щоб зняти з себе звинувачення, говорить, ніби малював портрет деякої фрейлейн Дур, придумуючи це ім'я на ходу. Але дівчина з таким ім'ям дійсно існує: Леопольдіна Дур (Паула Весселі), читальниця при дворі принцеси. Диригент знаходить її ім'я в адресній книзі, наносить їй візит і запрошує на музичний вечір, де вона зустрічає Гайденка. Не маючи в минулому ніякого любовного досвіду, вона закохується в художника.
Леопольдіна позує Гайденку, і вперше цей закоренілий волелюбець відчуває, що закохався. За низкою доказів лікар Гаррандт розуміє, що портрет жінки в масці малювався з його дружини Герди. Він вважає себе обдуреним, але не хоче викликати Гайденка на дуель, побоюючись скандалу. Перш ніж стати нареченою диригента, Аніта була коханкою Гайденка; тепер, коли він відмовляється поновлювати з нею стосунки, вона виконує свою давню погрозу: стріляє в нього майже впритул з дамського револьвера. Леопольдіна біжить в оперну ложу доктора Гаррандта і, погрожуючи скандалом, примушує його допомогти Гайденку. Лікар рятує пораненому життя і знаходить револьвер Аніти. Він розуміє, що роман з Гайденком був у Аніти, а не в його дружини. Леопольдіна, тимчасово засумнівавшись в кохання Гайденка, розуміє свою помилку біля узголів'я пораненого.

## У ролях
| • Паула Весселі     | … | Леопольдіна Дур               |
| • Адольф Волбрук    | … | Пауль Гайденк                 |
| • Петер Петерсон    | … | професор Карл Людвіг Гаррандт |
| • Гільде фон Штольц | … | Герда Гаррандт                |
| • Вальтер Янсен     | … | Пауль Гаррандт                |

| • Ольга Чехова                     | … | Аніта Келлер       |
| • Юлія Зерда                       | … | Княгиня М.         |
| • Ганс Мозер                       | … | Гертнер Закаріас   |
| • Фріц Імхофф                      | … | кучер              |
| • Віденський філармонічний оркестр | … | у ролі себе самого |

## Знімальна група
- Автор сценарію — Вальтер Райш, Віллі Форст
- Режисер-постановник — Віллі Форст
- Продюсер — Карл Юліус Фріцше
- Оператор — Франц Планер
- Композитор — Віллі Шмідт-Гентнер
- Артдиректор — Еміль Степанек, Оскар Стернад
- Художник по костюмах — Gerdago
- Звук — Герман Біркхофер, Мартін Мюллер, Альфред Норкус

## Нагороди та номінації
| Список нагород та номінацій            | Список нагород та номінацій | Список нагород та номінацій                  | Список нагород та номінацій | Список нагород та номінацій | Список нагород та номінацій |
| Кінопремія                             | Рік                         | Категорія                                    | Номінант(и)                 | Результат                   |                             |
| -------------------------------------- | --------------------------- | -------------------------------------------- | --------------------------- | --------------------------- | --------------------------- |
| Венеційський міжнародний кінофестиваль | 1934                        | Кубок Муссоліні за найкращий іноземний фільм | Маскарад                    | Номінація                   |                             |

## Додаткова інформація
У 1935 році на студії «MGM» режисером Робертом 3. Леонардом був знятий американський ремейк фільму під назвою «Весела витівка» (англ. Escapade) з Вільямом Павеллом і Луїзою Райнер у головних ролях.